# Pottingeria
Pottingeria acuminata là một loài cây gỗ nhỏ hay cây bụi lớn, bản địa của khu vực miền núi tại Đông Nam Á (Assam, Myanmar, Thái Lan). Nó cũng là loài duy nhất được ghi nhận trong chi Pottingeria.
Từ lâu một số tác giả đã coi là nó thuộc về bộ Celastrales. Trong một nghiên cứu phát sinh chủng loài cho bộ này năm 2006, Pottingeria được tìm thấy là thành viên của bộ này, nhưng không thuộc về họ nào thuộc bộ đó. Nó nằm trong một ngũ phân chưa giải quyết được, bao gồm Parnassiaceae, Pottingeria, Mortonia, cặp đôi Quetzalia + Zinowiewia, và các chi khác của họ Celastraceae. Khi hệ thống APG III được công bố năm 2009 thì Angiosperm Phylogeny Group đã mở rộng họ Celastraceae để bao gồm toàn bộ các thành viên của ngũ phân này. Armen Leonovich Takhtadjan từng đặt Pottingeria trong họ đơn chi Pottingeriaceae vào năm 1987,, nhưng sau đó ông đã coi nó chỉ như phân họ của họ Celastraceae.